# Ducato di Legnica
Il ducato di Legnica (in polacco: Księstwo Legnickie, in ceco: Lehnické knížectví, in tedesco: Herzogtum Liegnitz) era uno dei ducati della Slesia. La sua capitale era Legnica (Liegnitz) nella Bassa Slesia.
Il castello di Legnica era diventato residenza dei duchi slesiani nel 1163 e dal 1248 fu la sede di un principato a sé stante, governato dal ramo slesiano dei Piast fino alla loro estinzione nel 1675. Creato da Boleslao II il Calvo, duca della Bassa Slesia a Breslavia, Legnica condivise il destino della maggior parte degli altri ducati slesiani, cadendo nelle sfere di influenza boema, austriaca ed infine - dopo la prima guerra di Slesia - prussiana.

## Storia
La città di Legnica diventò famosa per la battaglia di Legnica (o battaglia di Wahlstatt) che ebbe luogo nei pressi del villaggio di Legnickie Pole (Wahlstatt) il 9 aprile 1241, durante l'invasione mongola della Polonia. Un esercito cristiano guidato dall'alto duca polacco Enrico II il Pio, sostenuto dalla nobiltà feudale incluso polacchi, minatori bavaresi e ordini religiosi cavallereschi, fu decisamente sconfitto dai Mongoli. Sebbene Enrico fu ucciso e le sue forze sconfitte, la loro avanzata verso l'Europa fu fermata quando tornarono a partecipare alla elezione di un nuovo Khagan (Grand Khan) consecutiva alla morte di Ögedei Khan in quello stesso anno. Le celebrazioni minori si svolgono ogni anno a Legnica per commemorare la battaglia.

### Fondazione

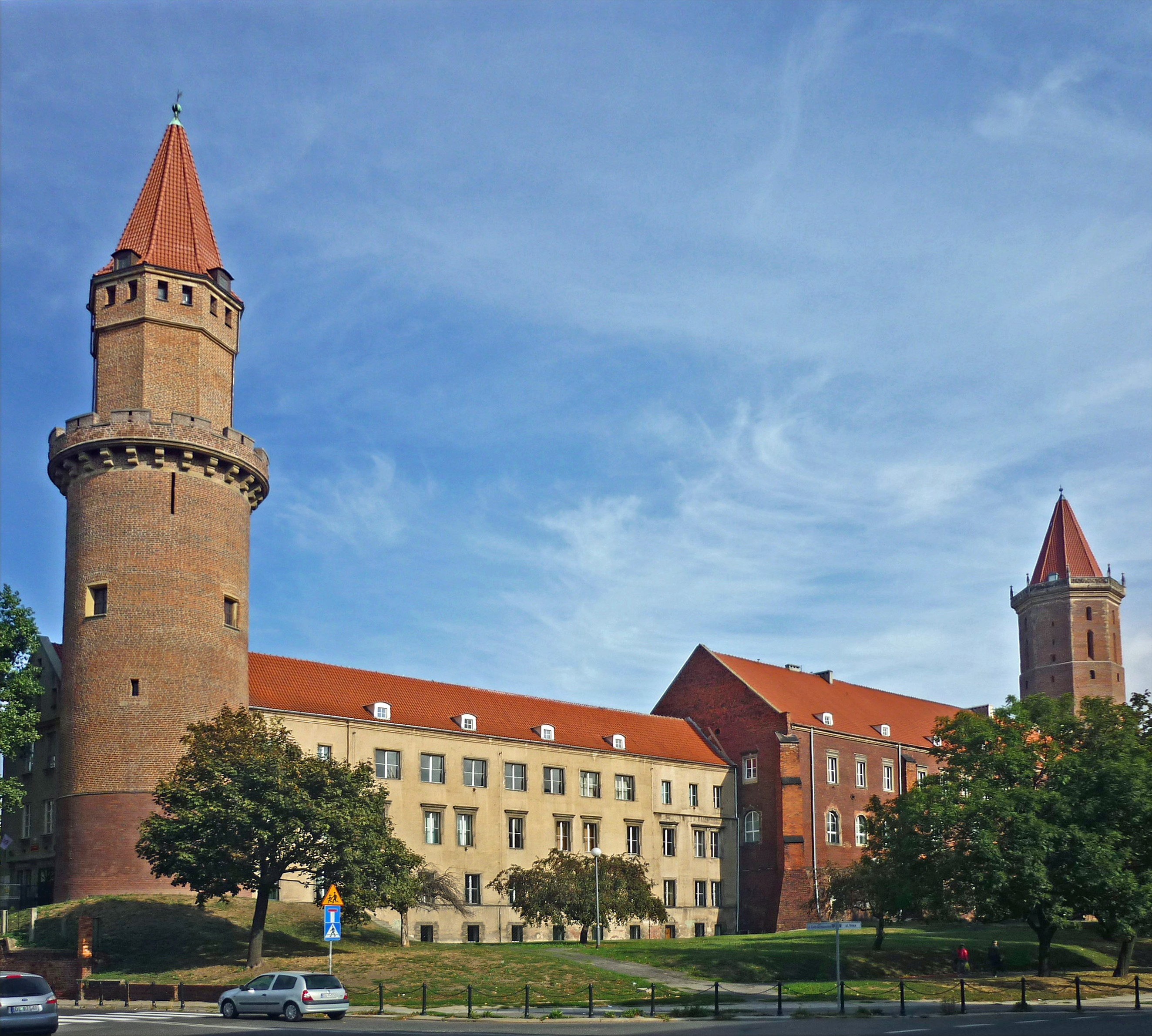
Il castello di Legnica

Dopo la morte di Enrico suo figlio maggiore Boleslao II il Calvo gli successe come sovrano della Bassa Slesia fino al 1248 quando suo fratello minore Enrico III il Bianco raggiunse la maggiore età e rivendicò i suoi diritti di successione. Spalleggiato dalla nobiltà di Breslavia (Wrocław), Enrico III obbligò il duca a cedergli la parte centrale della Bassa Silesia, mentre Boleslao stesso si ritirò a Legnica. Inoltre entrò in conflitto con l'altro fratello minore Corrado, che, originariamente destinato ad una carriera ecclesiastica come vescovo di Passau, chiese anche la sua parte distributiva e dovette essere ripagato da Boleslao con la creazione del nuovo ducato di Glogau nel 1251.
Inoltre il figlio di Boleslao, Enrico V il Grasso, che successe al padre nel 1278, fu in grado di ampliare i territori del ducato sconfiggendo suo cugino Enrico il Probo, duca di Breslavia, e, con il sostegno di re Venceslao II di Boemia gli successe come duca nel 1290. Quindi, i ducati basso-slesiani di Legnica e Breslavia furono ricreati fino al 1311.
Poiché alla morte di Enrico V nel 1296 suo figlio maggiore Boleslao III il Prodigo era ancora minorenne, re Venceslao assunse la tutela, rafforzando l'influenza boema in Slesia. Nel 1303 Boleslao III fu promesso alla figlia di Venceslao, Margherita di Boemia e inutilmente cercò di seguire l'estinta dinastia dei Přemyslidi sul trono di Boemia nel 1306. Non fu in grado di mantenere il ducato unito e nel 1311 la Bassa Slesia fu nuovamente divisa, con Breslavia che andò al fratello minore Enrico VI il Buono. Persino il governo di Boleslao su Legnica fu contestato da suo fratello Vladislavo e nel 1329 dovette rendere omaggio al re boemo Giovanni di Lussemburgo per garantire il suo regno.
Come capitale del ducato all'inizio del XIV secolo, Legnica era un'importante città dell'Europa centrale, con una popolazione di circa 16.000 abitanti. La città cominciò ad espandersi rapidamente dopo la scoperta dell'oro nel Kaczawa.

## Duchi di Legnica
- 1248–1278 Boleslao il Calvo, figlio maggiore dell'alto duca Enrico II il Pio, congiuntamente con
  - 1248–1251 Corrado I, duca di Glogau dal 1251
- 1278–1296 Enrico V, figlio di Boleslao II, anche duca di Breslavia dal 1290
- 1296–1311 Boleslao III il Prodigo, figlio, anche duca di Breslavia, duca di Brzeg dal 1311, congiuntamente con
  - 1296–1311 Enrico VI il Buono, fratello, unico duca di Breslavia dal 1311
  - 1296–1312 Vladislavo
- 1312–1342 Boleslao III il Prodigo, di nuovo
- 1342–1345 Venceslao I, figlio, congiuntamente con
  - 1342–1346 Ludovico I il Giusto, fratello, duca di Brzeg dal 1358
- 1346–1364 Venceslao I, di nuovo
- 1364–1409 Roberto I, figlio, congiuntamente con
  - 1364–1413 Venceslao I, fratello, anche vescovo di Breslavia e duca di Nysa dal 1382
  - 1364–1394 Boleslao IV, fratello
  - 1364–1398 Enrico VIII, fratello, anche vescovo di Kujawy dal 1389
- 1413–1436 Luigi II, nipote di Ludovico I il Giusto, anche duca di Brzeg dal 1399

Ramo estinto, confiscato dalla Boemia
- - 1436–1453 rivendicato da Luigi III di Oława, nipote di Luigi II, ed i suoi figli Giovanni I di Lüben e Enrico X di Haynau
- 1454–1488 Federico I, figlio di Giovanni I di Lüben, anche duca di Brzeg dal 1481
- 1488–1495 Giovanni II, figlio, congiuntamente con
  - 1488–1547 Federico II, fratello, anche duca di Brzeg 1503–1505 e dal 1521
  - 1488–1521 Giorgio I, anche duca di Brzeg dal 1503
- 1547–1551 Federico III, figlio di Federico II, deposto
- 1551–1556 Enrico XI, figlio, sotto la reggenza dello zio, il duca Giorgio II di Brieg
- 1556–1559 Federico III, di nuovo, deposto,
- 1559–1576; 1580–1581 Enrico XI, di nuovo, due volte ripristinato e nuovamente deposto, congiuntamente con
  - 1571–1596 Federico IV, fratello
- 1596–1602 Gioacchino Federico, figlio di Giorgio II di Brzeg, duca di Brezeg dal 1595
- 1602–1612 Giovanni Cristiano, figlio, anche duca di Brzeg, congiuntamente con
  - 1602–1653 Giorgio Rodolfo, fratello
- 1653–1654 Giorgio III, figlio di Giovanni Cristiano, anche duca di Brzeg dal 1633, congiuntamente con
  - 1653–1663 Luigi IV, fratello, anche duca di Brzeg 1633–1654
  - 1653–1654 Cristiano, fratello, anche duca di Brzeg 1633–1654
- 1663–1664 Giorgio III, di nuovo, congiuntamente con
  - 1663–1672 Cristiano, di nuovo, anche duca di Brzeg dal 1664
- 1672–1675 Giorgio Guglielmo, figlio, anche duca di

ramo maschile dei Piast di Slesia estinto.